# Fragilariopsis kerguelensis
Espèce
Synonymes
- Fragilaria antarctica Castracane, 1886[2]
- Fragilaria kerguelensis (O'Meara) Cleve, 1901[2]
- Fragilariopsis antarctica (Castracane) Hustedt, 1913[2]
- Nitzschia kerguelensis (O'Meara) Hasle, 1965[2]
- Terebraria kerguelensis E.O'Meara, 1876 †[2]
- Trachysphenia australis var. kerguelensis (O'Meara) De Toni, 1892[2]

Fragilariopsis kerguelensis est une espèce d’algues diatomées de la famille des Bacillariaceae. Elle a été caractérisée comme étant la diatomée la plus abondante de l'océan Austral.